# پکستون (فلوریدا)
پکستون (به انگلیسی: Paxton) شهری در شهرستان والتون ایالت فلوریدا است که در سال ۱۹۵۲ بنیان‌گذاری شده‌است. این شهر طبق سرشماری سال ۲۰۱۰ میلادی، ۶۴۴ نفر جمعیت داشته و مساحت آن نیز ۱۰٫۳ کیلومتر مربع است.